# Langaros
Langaros (altgriechisch Λάγγαρος; † um 335 v. Chr.) war ein Fürst der Agrianes, eines illyrischen oder thrakischen Volkes.
Nachdem der makedonische König Alexander der Große 335 v. Chr. einen erfolgreichen Balkanfeldzug gegen Völker im Raum der unteren Donau geführt hatte, erfuhr er auf dem Rückweg nach Makedonien, dass sich mehrere illyrische Stämme erhoben hatten, so Glaukias, Fürst der Taulantier, im Verbund mit dem Illyrerfürsten Kleitos, sowie das Volk der Autarier. Langaros, der mit Alexander schon zu Lebzeiten von dessen Vater Philipp befreundet gewesen war, fiel im Auftrag Alexanders in die Stammesgebiete der Autarier ein und band so deren Kräfte. Der Makedonenkönig konnte unterdessen Glaukias und Kleitos bei der makedonischen Grenzfestung Pelion südlich des Ohridsees schlagen. Als Belohnung für die von Langaros geleistete Unterstützung wollte Alexander ihn mit seiner Halbschwester Kynane verheiraten, die vorher mit Amyntas IV. vermählt gewesen war, doch starb Langaros gleich nach seinem Kriegszug an einer Krankheit, bevor die Ehe geschlossen werden konnte.

## Quelle
Die einzige Quelle für Langaros' Feldzug und Tod ist Arrian 1, 5, 1-5:

„Alexander brach nun nach dem Agrianischen und Päonischen auf. Hier trafen Boten mit der Nachricht bei ihm ein, Kleitos, des Bartylis Sohn, sei abgefallen, und Glaukias, der König der Taulantier, habe sich mit ihm verbunden. Diese sagten auch aus, die Autariaten würden ihn auf dem Zug angreifen. Deswegen beschloss er, sich schleunigst in Bewegung zu setzen. Langaros aber, der Fürst der Agrianer, der schon zu Lebzeiten Philipps eindeutige Beweise von Anhänglichkeit an Alexander gegeben und auch in eigenem Namen Gesandte an ihn geschickt hatte, befand sich damals gerade mit seinem Gefolge der schönsten und best bewaffneten Schildträger bei dem Heer und hatte kaum gehört, dass Alexander  über die Autariaten Erkundigungen einziehe, was es für Leute und wie viele es seien, als er ihm sagte: man müsse die Autariaten als die schlechtesten Soldaten in dieser ganzen Gegend nicht in Rechnung stellen; und er selbst wolle in ihr Land einfallen, damit sie mehr an sich selbst zu denken hätten. Auch machte er wirklich auf Alexanders Geheiß einen Einfall bei ihnen und ließ ihr Land ausplündern. So hatten die Autoriaten mit sich selbst zu schaffen. Langaros aber erhielt neben anderen ehrenden Auszeichnungen von Alexander auch Geschenke, die man von Seiten eines makedonischen Königs für das Höchste hält. Ja selbst seine Schwester Kyna versprach er ihm zu vermählen, sobald er nach Pella käme. Jedoch starb Langaros nach seiner Rückkehr in die Heimat an einer Krankheit.“